# Ruprechtia exploratricis
Ruprechtia exploratricis är en slideväxtart som beskrevs av Noel Yvri Sandwith. Ruprechtia exploratricis ingår i släktet Ruprechtia och familjen slideväxter. Inga underarter finns listade i Catalogue of Life.